# 큰귀자유꼬리박쥐속
큰귀자유꼬리박쥐속(Otomops)은 큰귀박쥐과에 속하는 박쥐 속의 하나이다. 분자생물학 정보는 큰귀자유꼬리박쥐속이 단계통군의 일종임을 보여주지만 다른 수많은 큰귀박쥐류 속들은 그렇지 않다.

## 하위 종
- 자바사냥개박쥐 (O. formosus)
- 해리슨큰귀자이언트사냥개박쥐 (O. harrisoni)
- 존스톤사냥개박쥐 (O. johnstonei)
- 마다가스카르큰귀자유꼬리박쥐 (O. madagascariensis)
- 큰귀자유꼬리박쥐 (O. martiensseni)
- 큰귀사냥개박쥐 (O. papuensis)
- 망토사냥개박쥐 (O. secundus)
- 로턴자유꼬리박쥐 (O. wroughtoni)